# L'Arpa Festante
L'ensemble L'Arpa Festante est un ensemble allemand de musique baroque et classique fondé en 1983 à Munich, adepte de l'interprétation historiquement informée, soit l'interprétation sur instruments anciens (ou copies d'instruments anciens).
Il doit son nom à l'Arpa festante de Giovanni Battista Maccioni interprétée lors de l'inauguration de l'Opéra de Munich en 1653,, œuvre considérée comme le premier opéra produit en Allemagne.

## Historique
L'ensemble L'Arpa Festante est fondé à l'automne 1983 par la violoniste et chef d'orchestre autrichienne Michi Gaigg,. Il est basé à Munich.
Michi Gaigg en assure la direction jusqu'en 1995, avant de retourner en Autriche où elle fonde L'Orfeo Barockorchester en 1996,.
La direction de l'ensemble est ensuite assurée par une série de chefs différents, comme Rien Voskuilen, Norbert Düchtel, Fritz Näf, Ralf Otto, Christoph Spering, Riccardo Minasi et Matthew Halls.

## Répertoire
L'ensemble se consacre surtout à la réalisation d'œuvres inconnues du baroque du sud de l'Allemagne mais son répertoire couvre également la musique baroque française (Lully, Charpentier) ainsi que la période classique.
Pour le site AllMusic, « L'Arpa Festante donne une nouvelle vie à des œuvres orchestrales et chorales négligées, de l'époque baroque à l'époque romantique ».
Un bon exemple de redécouverte d'œuvres négligées est constitué par les symphonies de Georg Matthias Monn, représentant de l'École préclassique de Vienne, une école qui retiendra encore l'attention de Michi Gaigg après la création de L'Orfeo Barockorchester, avec également les symphonies de Georg Christoph Wagenseil.

## Discographie sélective
- 1991 : Lully in Deutschland
- 1993 : Vêpres aux Jésuites de Marc-Antoine Charpentier, avec l'ensemble vocal de Lausanne, dir. Michel Corboz
- 1994 : 6 Symphonies de Georg Matthias Monn, dir. Michi Gaigg
- 2002 : Festliche Kantaten de Dietrich Buxtehude
- 2004 : Wie der Hirsch schreyet: Diligam te Domine; In te Domine speravi; Benedicam Dominum; Jesu chare; Paratum cor meum. Sonatas a 6 No.23–25, 29; Sonatas a 6 in F. de David Pohle, dir. Rien Voskuilen, avec Monika Mauch, David Erler, Hansjörg Mammel
- 2005 : Concerti per il cembalo (Wq.34, 5 et 26) de Carl Philipp Emanuel Bach, Rien Voskuilen (clavecin et direction)
- 2006 : Te Deum de Carl Heinrich Graun, dir. Fritz Näf, avec Jürgen Orelly (basse), Klaus Mertens (basse), Philipp Heizmann (basse) et les Basler Madrigalisten
- 2008 : Confitebor Tibi - Psalms, Motets, Concerts de Rupert Ignaz Mayr, dir. Doris Hagel, avec la Capella Weilburgensis vocalis, Mechthild Bach (soprano), Hans Jörg Mammel (ténor), Gotthold Schwarz (basse)
- 2008 : Neun deutsche Arien de Georg Friedrich Haendel, dir. Rien Voskuilen
- 2008 : Magnificat et Die Himmel erzählen die Ehre Gottes de Carl Philipp Emanuel Bach, dir. Fritz Näf, avec les Basler Madrigalisten, Monika Mauch (soprano), Hans Jörg Mammel (ténor), Gotthold Schwarz (basse)
- 2010 : Te Deum, Magnificat, Introitus et Concerti de Giovanni Battista Martini, dir. Norbert Düchtel
- 2010 : Die Tageszeiten, Nun danket alle Gott de Georg Philipp Telemann, dir. Fritz Näf, avec Monika Mauch, Hans Jörg Mammel
- 2010 : Cello Concertos & Sinfonias de Christian Ernst Graf et Karl Friedrich Abel, dir. Christoph Hesse, avec Klaus-Dieter Brandt au violoncelle
- 2011 : Kantaten, Vol. 1 de Wilhelm Friedemann Bach, dir. Ralf Otto, avec le Bachchor Mainz, la soprano Dorothee Mields et la basse Klaus Mertens
- 2013 : Concertos pour violon nos 3 et 6 de Wilhelm Bernhard Molique, dir. Christoph Spering, avec Anton Steck au violon
- 2014 : Cello Concertos and Fantasy, de Julius Rietz et Johann Benjamin Gross, dir. Riccardo Minasi, avec Klaus-Dieter Brandt au violoncelle
- 2014 : Ich hebe meine Augen auf: Telemann, Heinichen & Graupner in Leipzig, dir. Rien Voskuilen
- 2017 : Violin Concerto de Beethoven et Pössinger, dir. Matthew Halls
- 2017 : Splendid Harmony: 17th century instrumental music by students of Heinrich Schütz
- Sacred works, Ich freue mich im Herrn de Johann Philipp Förtsch, avec Monika Mauch, Barbara Bübl, Alex Potter, Hans Jörg Mammel, Markus Flaig